# Ripping
Ripejar (Ripping) és el procés de copiar les dades d'àudio i vídeo d'un dispositiu multimèdia, (com un CD, DVD, Blu-ray o HD DVD), a un altre suport de dades digital com un Disc dur, CD, DVD, etc. Encara que al dispositiu original el consideri típicament Digital, també pot denominar-se "ripejar" a l'extracció de mitjans analògics, com un vídeo VHS, o un vinil. Per estalviar espai d'emmagatzematge, la informació copiada sol codificar-se en un format comprimit, com MP3, AIFF, AAC, WMA, FLAC o Ogg vorbis per a l'àudio, MPEG-2, MPEG-4, MOV, DivX, Xvid o Ogg Theora per a vídeo.
El terme ha estat adoptat per referir-se a extracció/duplicació d'àudio, encara que aquest ús del terme és menys comú. Així mateix, encara que hagi caigut en desús en l'actualitat, ripejar pot fer referència a extreure arxius d'àudio, vídeo, text, etc. d'un arxiu de dades usat per un programa per emmagatzemar-los, per exemple, es pot ripejar/extreure les imatges que utilitza un arxiu executable.

## Propòsit
Per a consumidors de contingut digital, existeixen diversos casos pràctics per ripejar. Actualment, moltes càmeres de vídeo digital escriuen directament a DVD. Ripejar és necessari per extreure aquest contingut a un ordinador per a edició, emmagatzematge, duplicat o per còpies de seguretat. Una altra aplicació és permetre als propietaris de CD o DVD escoltar o veure aquests continguts d'una manera més flexible. Per exemple, ripejar permet als usuaris escoltar música de diferents àlbums sense haver de canviar els discos, i poder fer llistes de reproducció personalitzades. Ripejar també permet escoltar música en reproductors personals.

## Problemes
Ripejar podria no extreure tota la informació d'un CD d'àudio. Un CD-Text podria ser extret, però informació addicional d'un CD+G, com a lletres o imatges, podrien ser ignorades pel programari de ripejat, impedint realitzar un backup idèntic del CD original.

### Problemes legals i estat legal
Ripejar permet també copiar sense pèrdues el contingut a un molt baix cost o fins i tot a cost zero amb perfecta qualitat, permetent la seva distribució a gent que no ho hagués comprat, i potencialment substituint les vendes d'aquests continguts. Per això ha sorgit una fera oposició per part de les indústries discogràfiques, que ho veuen com un robatori.
Atès que el video o la música es transfereixen a arxius de dades, aquests arxius poden ser compartits amb altres usuaris a través d'internet.
Les consideracions legals sobre el copiat de seguretat i el programari que ho permet varien segons cada país.
- Als Estats Units: Encara que és legal en aquest país fer còpies de seguretat del programari, la legalitat de ripejar música per a ús personal sense l'autorització del propietari copyright desperta controvèrsia. Històricament, copiar música per a ús personal havia estat considerat "ús just", encara que la RIAA, que representa a molts propietaris de copyright, ha argumentat que els drets de còpia no se'ls cedeixen als usuaris finals.[2] Vendre programari per saltar-se proteccions anticopia en DVD comercials és il·legal.[3]
- A Espanya: Qualsevol té dret a fer una còpia privada de material amb copyright, sense que ni tan sols la font hagi de ser legal. La distribució d'aquestes còpies, no obstant això, és il·legal quan es desenvolupa amb ànim de lucre. Algunes associacions com la Federació per a la Protecció de la Propietat Intel·lectual o la Coalició de Creadors i Indústries de Continguts insisteixen a qualificar de lucre el fet de gaudir d'alguna cosa sense pagar per això, però això actualment no ha estat corroborat per cap ens jurídic
- En el Regne Unit: Realitzar una còpia privada de material amb copyright, sense el consentiment del propietari és il·legal, la qual cosa inclou ripejar música d'un Cd a un ordinador o a un reproductor personal digital.[4][5][6]

## Procés i història

### Velocitat de ripejat
La velocitat a la qual un CD o DVD pot ser ripejada s'expressa amb freqüència com un multiplicador, com 12X (12 vegades més ràpid que la velocitat de reproducció estàndard). Factors importants en l'estimació de la velocitat són:
- La velocitat del reproductor de mitjans: un CD té una velocitat de rotació màxima, i els reproductors tendiran a aproximar-se el màxim possible a aquesta velocitat (per exemple, un reproductor que pugui llegir a 60x).
- La connexió entre el dispositiu lector i el dispositiu codificador: pot ser tant extremadament ràpid (SCSI), com molt lent (USB 1.1), o fins i tot a través d'una xarxa Ethernet.
- El dispositiu codificador, en molts casos un PC, codificarà l'entrada en un format comprimit. Aquesta és una tasca molt intensiva en computació, per la qual cosa la freqüència de rellotge del processador, l'arquitectura o el disseny, afectaran a la velocitat.
- La qualitat de compressió podria alterar la velocitat.
- L'arxiu comprimit es gravaria en disc: de nou torna a afectar la velocitat del dispositiu en què escrivim: SCSI, memòria flash…
- Les condicions físiques del mitjà original: errors de lectura poden fer menys precís el ripejat, en cas d'ignorar els blocs defectuosos, o podrien alentir el procés, en cas de requerir diverses lectures
- Determinat programari per ripejar, com Exact Audio Copy, realitza el ripejat diverses vegades, comparant els resultats, de manera que s'assegura la precisió de l'arxiu ripejat. Això podrà ralentir el procés, però asseguraria l'exactitud del ripejat.

La combinació d'aquests elements determinarà la velocitat del ripejat.

## Tipus de ripeig per mitjà

### Ripping de CD
Un Ripejador de CD, Gravador/Copiador de CD o Extractor de CD és programari dissenyat per fer "ripping" de so digital (en format comunament anomenat CDDA) d'un disc compacte a un fitxer o qualsevol altra sortida amb una unitat de CD-ROM o DVD-ROM en un ordinador.

### Ripping de DVD
Un Ripejador de DVD és programari que facilita la còpia/extracció de contingut d'un DVD al disc dur o a un altre mitjà. S'utilitza principalment per transferir el video dels DVDs a diferents formats, l'edició o la còpia de seguretat del contingut del DVD i la conversió del video de DVD apte per a ser reproduït en reproductors i dispositius mòbils.

### Ripping de Blu-ray
El "ripping" de Blu-ray és programari per a la còpia i extracció de contingut de discos en Blu-ray al disc dur o en altres mitjans. S'utilitza majoritàriament per obtenir contingut en alta definició (normalment en 1080p verticals) i convertint-lo en fitxers informàtics més "mòbils" adequats per a una reproducció millor que en els posteriors DVDs.

### Ripping de HD-DVD
El "ripping" de HD-DVD és programari per a la còpia i extracció de contingut de discos en HD-DVD. Ha tingut un suport realment més baix que en altres tipus de programari de "ripping", i més quan va deixar la cursa de formats contra el blu-ray.

### Ripping de Videojocs
Un joc r. i. p. (o joc ripejat) es refereix a una versió modificada d'un videojoc a la qual se li han eliminat arxius perquè el seu pes sigui menor. Els jocs ripejats van aconseguir el seu apogeu en la dècada de 1990, durant la transició des dels diskettes a CD-ROM. A causa de la gran quantitat de dades que podia guardar un CD-ROM en comparació d'un diskette, els jocs que sortien a la venda van començar a ocupar més espai. Per aquesta raó, els crackers van començar a llevar components a aquests jocs en CD-ROM per aconseguir que entressin novament en un diskette.
Els Videojocs Ripejats són els que els falten diversos arxius, com de so, entre d'altres, i ocorre quan la persona comença a descarregar el Videojoc (no quan compra els discos).
Després, sobtadament, els jocs il·legals ripejats van començar a desaparèixer, a causa de diverses raons, com els augments d'amplada de banda, i la major dificultat per fer aquesta tasca. En l'actualitat, van començar a aparèixer novament les versions ripejades, amb la massificació d'Internet a tot el món, i l'augment en la grandària dels jocs (en DVD doble capa). Els crackers van buscar diferents tècniques per reduir la grandària dels jocs. Fins i tot faciliten la informació sobre els quals són els components faltants o modificats.
Mentre que alguns jocs no inclouen música, o videos (Heavy r. i. p.); en altres el contingut no és llevat, sinó reduït a una qualitat inferior, aconseguint que jocs amb videos d'alta definició siguin recomprimits a resolucions més baixes per estalviar espai (Medium r. i. p.). En d'altres s'eliminen arxius secundaris, com les versions incloses de DirectX, Gamespy, Acrobat Reader, Launchers, Manuals o arxius d'ajuda (Low r. i. p. o DX).
Encara que normalment els jocs ripejats són utilitzats com a mètode de pirateria en Internet, algunes persones utilitzen la tècnica per realitzar les seves còpies de seguretat en CD-ROM o transportar els seus jocs en la memòria d'un telèfon mòbil.
Qualsevol sigui el cas, algunes vegades, la EULA (o Llicència), no permet la modificació dels arxius del joc, per tant, encara que l'ús sigui privat, és il·legal. No obstant això és més comú que l'EULA no tingui cap validesa, com és el cas d'Espanya, ja que es tracta d'un contracte unilateral del que s'informa una vegada comprat el bé, la qual cosa a efectes legals és com si no existís.